# Terrain de Son Malferit
Le Terrain de Son Malferit (en espagnol : Campo de Son Malferit), est un stade de football espagnol situé à Can Fonoll, quartier de la ville de Palma, dans l'île de Majorque aux Îles Baléares.
Le stade, doté de 1 200 places et inauguré en 1959, sert d'enceinte à domicile à l'équipe de football du Club Deportivo Atlético Baleares.

## Histoire
En 1958, la Mairie de Palma achète un terrain de 28 700 m² avec l'intention d'y construire un complexe sportif. Le projet ne se réalise qu'à moitié puisque seul le terrain de football est construit l'année suivante, et ce pour le CD Soledad.
En 2010, le club disparaît et c'est le CD Soledad Atlético qui s'installe au stade pour ses matchs à domicile pendant 5 ans.
Depuis 2014, c'est le CD Atlético Baleares qui joue ses matchs au stade. La même année, le stade passe de la propriété municipale à la propriété de la Fédération des Baléares de football,.